# Тристеник
Тристени́к (болг. Тръстеник) — місто в Плевенській області Болгарії. Входить до складу общини Долішня Митрополія.

## Населення
За даними перепису населення 2011 року у місті проживали 4377 осіб.
Національний склад населення міста:
| Національність   | Кількість осіб | Відсоток |
| ---------------- | -------------- | -------- |
| болгари          | 3392           | 81,4 %   |
| цигани           | 507            | 12,2 %   |
| турки            | 238            | 5,7 %    |
| інша             | 4              | 0,1 %    |
| не визначились   | 26             | 0,6 %    |
| Всього відповіли | 4167           |          |

Розподіл населення за віком у 2011 році:
Динаміка населення:

## Відомі особистості
В поселенні народились:
- Антон Балтаков — генерал-майор Збройних Сил Царства Болгарія.
- Дачо Йотов — болгарський революціонер.